# 上矢部町
上矢部町（かみやべちょう、英: Kamiyabe-chō）は、横浜市戸塚区の町名。丁番を持たない単独町名である。住居表示未実施。

## 地理
戸塚区北東部に位置し、面積は2.087km²。町東部を南北に横浜新道が通り、上矢部インターチェンジで神奈川県道401号瀬谷柏尾線と交差する。横浜新道は町南部で戸塚道路と合流する。戸塚料金所・戸塚パーキングエリアも町内に位置する。1960年代に横浜市開発公社により中小企業向けの工業団地の造成が行われ、1964年に第1次、1966年に第2次の工業団地が開設された。第1次地区は金属加工や自動車部品、第2次地区は印刷業者が中心に立地している。瀬谷柏尾線沿いにあった橋本フォーミング（現アルティア）跡には、2001年に日帰り温泉のウインズラジャが開館したが、2011年に閉館した。

### 字名
| - 藤井 - 宮ケ谷 - 宮下 - 東ノ台 - 堀ノ内 - かこつ楚 - 大ノ下 - 大久保 - 塚廻り - 羽沢 - 西ノ台 - 番匠谷 - 清水坂 - 役めん - 下野溝 - 五軒村 - 家之上 - 段法く - 姥子前 - セキバ - 日ノ森谷 - 桑原田 - 篠塚 - 稲荷谷 | - 志ら坂 - 五久 - 榎橋 - 丹後山 - 八幡谷 - 山王谷 - 中谷 - 九日谷 - 池之上 - 金堀塚 - 諏訪久保 - ヤキワ - 池田 - 木之本 - 峯 - 孫七谷 - 島 - 馬渡 - 坂本 - 辻 - 鳥ケ谷 - 脇ノ前 - 大鳥ケ谷 |

### 地価
住宅地の地価は、2025年（令和7年）1月1日の公示地価によれば、上矢部町字中谷2121番3の地点で15万3000円/m²、上矢部町字日ノ森谷1630番9外の地点で14万円/m²、上矢部町字宮下418番1の地点で13万9000円/m²となっている。

## 歴史
かつての鎌倉郡上矢部村で、1889年（明治22年）に岡津・阿久和・秋葉・名瀬の各村と合併、中川村となる。1939年（昭和14年）4月1日に横浜市戸塚区に編入され、戸塚区上矢部町が新設された。

### 地名の由来
地名は、矢の製造を行う矢作部に由来している。

## 世帯数と人口
2025年（令和7年）6月30日現在（横浜市発表）の世帯数と人口は以下の通りである。
| 町丁     | 世帯数    | 人口     |
| -------- | --------- | -------- |
| 上矢部町 | 8,286世帯 | 18,046人 |

### 人口の変遷
国勢調査による人口の推移。
| 年                 | 人口   |
| ------------------ | ------ |
| 1995年（平成7年）  | 12,604 |
| 2000年（平成12年） | 14,207 |
| 2005年（平成17年） | 16,324 |
| 2010年（平成22年） | 17,436 |
| 2015年（平成27年） | 18,087 |
| 2020年（令和2年）  | 18,284 |

### 世帯数の変遷
国勢調査による世帯数の推移。
| 年                 | 世帯数 |
| ------------------ | ------ |
| 1995年（平成7年）  | 4,358  |
| 2000年（平成12年） | 4,975  |
| 2005年（平成17年） | 5,801  |
| 2010年（平成22年） | 6,448  |
| 2015年（平成27年） | 6,959  |
| 2020年（令和2年）  | 7,566  |

## 学区
市立小・中学校に通う場合、学区は以下の通りとなる（2024年11月時点）。
| 番地 | 小学校               | 中学校             |
| --- | -------------------- | ------------------ |
| 2582〜2622番地、2691〜2710番地 | 横浜市立東戸塚小学校 | 横浜市立舞岡中学校 |
| 462番地の1・3〜4 467番地の2、498〜512番地 747〜1020番地 | 横浜市立名瀬小学校   | 横浜市立名瀬中学校 |
| 1番地〜47番地の2、47番地の4〜461番地 462番地の2、475〜497番地 513〜746番地、1021〜2039番地の7 2039番地の9〜2419番地、2421〜2424番地 2427〜2437番地、2439〜2581番地 2848番地の1                                | 横浜市立上矢部小学校 | 横浜市立岡津中学校 |
| 47番地の3、2039番地の8 2420番地、2425〜2426番地 2438番地、2623〜2690番地 2711〜2847番地、2848番地の2〜3251番地 3295〜3386番地、3496〜3519番地 3521〜3538番地、3547〜3551番地 3553番地、3555番地、3558番地以降 | 横浜市立鳥が丘小学校 | 横浜市立領家中学校 |

## 事業所
2021年（令和3年）現在の経済センサス調査による事業所数と従業員数は以下の通りである。
| 町丁     | 事業所数  | 従業員数 |
| -------- | --------- | -------- |
| 上矢部町 | 340事業所 | 6,123人  |

### 事業者数の変遷
経済センサスによる事業所数の推移。
| 年                 | 事業者数 |
| ------------------ | -------- |
| 2016年（平成28年） | 343      |
| 2021年（令和3年）  | 340      |

### 従業員数の変遷
経済センサスによる従業員数の推移。
| 年                 | 従業員数 |
| ------------------ | -------- |
| 2016年（平成28年） | 7,428    |
| 2021年（令和3年）  | 6,123    |

## 交通
現在は町内に鉄道駅はなく、戸塚駅と弥生台駅・三ツ境駅を結ぶ神奈中バスの利用となる。

## 施設
- 神奈川県立上矢部高等学校
- 東台幼稚園
- 横浜上矢部郵便局
- 上矢部小学校

## その他

### 日本郵便
- 郵便番号 : 245-0053[3]（集配局：横浜泉郵便局[19]）

### 警察
町内の警察の管轄区域は以下の通りである。
| 町名     | 街区                                     | 警察署     | 交番       |
| -------- | ---------------------------------------- | ---------- | ---------- |
| 上矢部町 | 一部、横浜新道の一部（戸塚料金所の西側） | 戸塚警察署 | 上矢部交番 |
| 上矢部町 | 一部                                     | 戸塚警察署 | 不動坂交番 |

## 参考資料
- 『県別マップル 神奈川県広域・詳細道路地図』2006年4刷 昭文社 ISBN 9784398626998
- “横浜市町区域要覧” (PDF).   横浜市市民局 (2016年6月). 2023年6月6日閲覧。